# Lemoiz
Lemoiz è un comune spagnolo di 886 abitanti situato nella comunità autonoma dei Paesi Baschi.

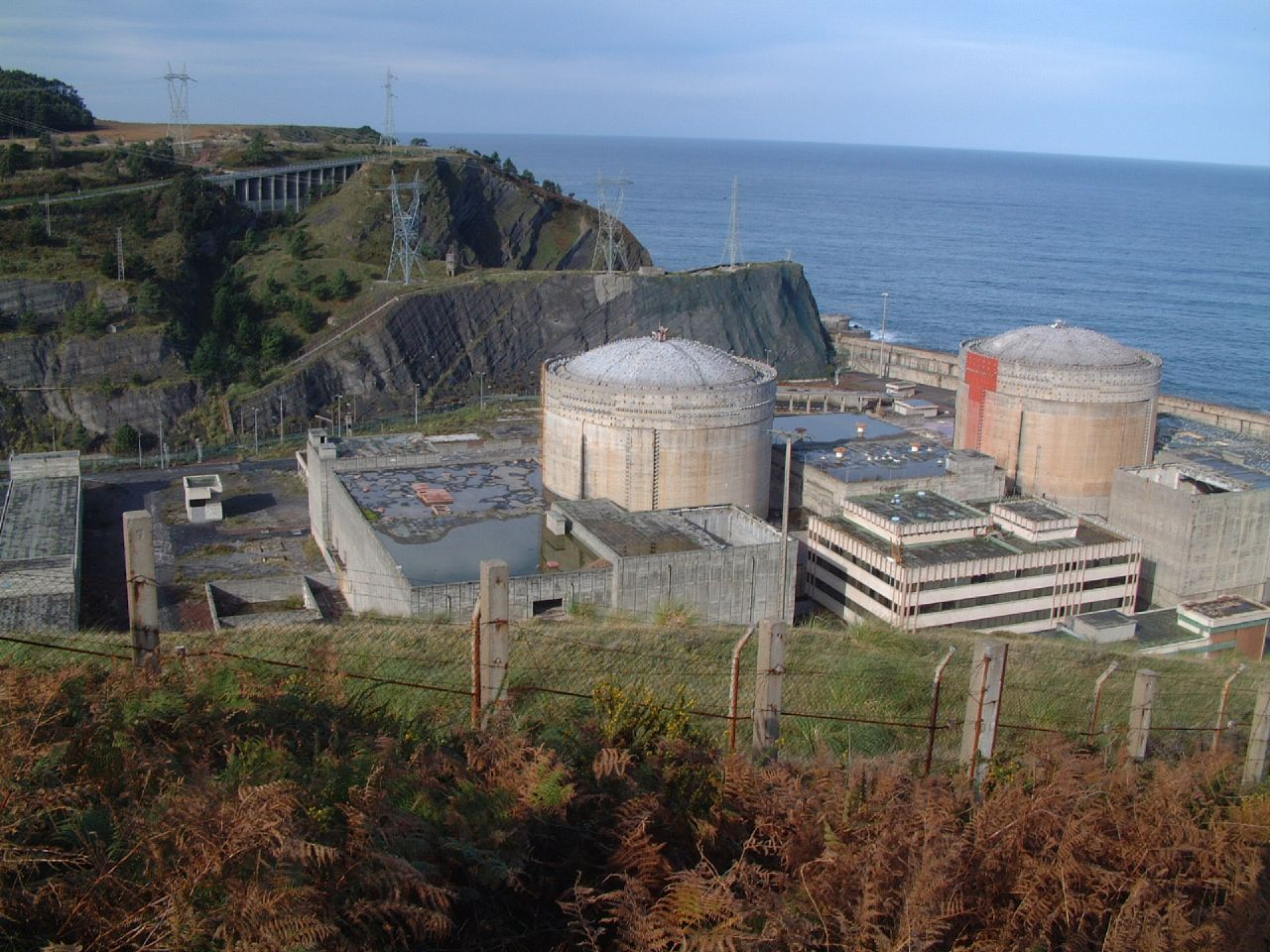
Centrale non ultimata